# فرودگاه روتوما
فرودگاه روتوما (به انگلیسی: Rotuma Airport) یک فرودگاه همگانی با کد یاتا RTA است . این فرودگاه در شهر روتوما کشور فیجی قرار دارد و در ارتفاع ۷ متری از سطح دریا واقع شده است.